# Elizabeth Cleveland Hardcastle
Elizabeth Cleveland Hardcastle även kallad Clevland, född 1741, död 30 december 1808, var en amerikansk (ursprungligen afrobrittisk) slavhandlare. Hennes biografi är känt som en av de mest väldokumenterade av sitt slag i samtidens South Carolina.

## Biografi
Elizabeth Cleveland föddes i Sierra Leone i Afrika. Hennes föräldrar var den brittiska slavhandlaren William Cleveland och angloafrikanen Kate Corker. Hon utbildades i Liverpool. 
Hon emigrerade till South Carolina 1764 med sin niece Catherine Cleveland. Elizabeth Cleveland såg vit ut, och levde ett liv som medlem av den vita plantageägarklassen. Hon gifte sig med den vita plantageägaren och slavägaren William Hardcastle 1771. 
Hon blev en betydande figur i affärslivet i Charleston och ägnade sig åt affärer och investeringar i slavarbetskraft, slavhandel och risodling. Hennes liv har uppmärksammats för hur det bröt den tidens rasistiska klassbarriärer. 
Efter hennes död ärvdes hennes betydande förmögenhet av hennes niece Catherine Cleveland, men eftersom denna till skillnad från Elizabeth inte såg vit ut (Catherines far var angloafrikan och hennes mor afrikan) hindrades hon av domstol att få tillgång till arvet och blev indragen i en långvarig, väldokumenterad och uppmärksammad rättsprocess. 